# 温度勾配
温度勾配（おんどこうばい、英: temperature gradient）とは、任意の2地点間における、温度の変化率・変化量（勾配）のこと。
気象学においては、鉛直方向の温度勾配である気温減率と区別して、特に水平方向に離れた2地点間での気温の変化率・変化量を指す。
気温勾配とも言う。

## 単位
一般的に、1kmあたりの温度の変化量を基準とし、単位にはケルビン毎キロメートル(K/km)が使われるが、K/mや℃/kmも用いられる。

## 定義

### 一般的な定義
座標(x, y, z)（それぞれ縦・横・鉛直方向に対応する）の位置における気温T が
{\displaystyle T=T(x,y,z)}
のように表されるとき、温度勾配∇T は以下の式により定義される：
{\displaystyle \nabla T={\begin{pmatrix}{\frac {\partial T}{\partial x}},{\frac {\partial T}{\partial y}},{\frac {\partial T}{\partial z}}\end{pmatrix}}}

### 2地点間の温度勾配
温度a (℃)であるA地点と、温度b (℃)であるB地点の距離がn (km)離れているときの、AからBへの温度勾配Tg は、
{\displaystyle T_{\mathrm {g} }={\frac {b-a}{n}}}
となる。BからAへの温度勾配はこの式の符号が逆になる。
例えば、20km離れた気温10℃のA地点から気温15℃のB地点への温度勾配は0.25℃/kmとなる。

## 温度勾配と気象・気候
温度勾配は、地球上の様々な場所に存在する。
これは日射量の違い、比熱の違いなどに起因するもので、大規模な温度勾配は大気の温度差となり、気圧の差を生み出す。結果として、温度勾配は気圧勾配（圧力勾配）に密接に関わってくる。
天気図上における前線は、周囲よりも特に温度勾配が大きい部分が帯状に連なったものである。

## 空気調和・生活と温度勾配
空気調和工学においても温度勾配（室温勾配）は用いられる。空気調和による過度の暖房・冷房は、室内外での温度勾配を増大させ、部屋へ出入りする際にはストレスなどの体への負担（ヒートショック現象）につながるため、温度勾配を必要以上に上げないことが考慮される。